# Shigemitsu Takaki
Takaki Shigemitsu (sinh ngày 31 tháng 7 năm 1983) là một cầu thủ bóng đá người Nhật Bản.

## Sự nghiệp câu lạc bộ
Takaki Shigemitsu đã từng chơi cho Tokyo Verdy, Fagiano Okayama và Giravanz Kitakyushu.